# (22627) Aviscardi
(22627) Aviscardi (1998 KM39) – planetoida z grupy pasa głównego asteroid okrążająca Słońce w ciągu 3,28 lat w średniej odległości 2,21 j.a. Odkryta 22 maja 1998 roku.